# Campos Gerais
Campos Gerais là một đô thị thuộc bang Minas Gerais, Brasil. Đô thị này có diện tích 769,207 km², dân số năm 2007 là 26954 người, mật độ 37 người/km².